# Zuco 103
Zuco 103 é uma banda dos Países Baixos, formada em 1999. A formação principal é composta pela brasileira Lilian Vieira, o holandês Stefan Kruger e o alemão Stefan Schmid. O grupo tem influência de electro-pop, samba e bossa nova. 

## História
A vocalista Lilian Vieira deixou a faculdade de enfermagem no Brasil e mudou-se para Holanda em 1998. Morou em Amsterdã, estudou música no Conservatório Musical de Roterdã e neste período conheceu Stefan Kruger e Stefan Schmidt, fruto desta ocasião foi produzido o primeiro CD solo "Outro Lado", lançado em 1999. Com a satisfação deste CD efetivaram o grupo Zuco 103. 
A banda venceu o prêmio holandês Heineken Crossover Award em 2000.
Três anos após o primeiro CD, em 2002, foi lançado "Tales of high fever", com ritmos de samba, rock, soul . Neste mesmo CD o grupo regravou a canção de Jorge Benjor "Bebete vamos embora". O grupo também já regravou "Maracatu atômico" composta por Jorge Mautner e Nélson Jacobina, e outra canção de Jorge Benjor "Zazueira" lançada no cd do músico Riovolt.

## Discografia

### Álbuns
- 1999 Outro Lado
- 2001 The Other Side of Outro Lado (remix-álbum)
- 2002 Tales of High Fever
- 2003 One Down, One Up (Duplo)
- 2005 Whaa!
- 2008 After the Carnaval
- 2009 Retouched! After the Carnival Remixes

### Singles
- 2005 It's a Woman's World
- 2005 Na Mangueira

### Em compilações
- 2003 Sambass Vol.2 (coletânea)
- 2003 Chill Brazil Vol.2 (coletânea)
- 2004 Uma Batida Diferente (bossacucanova)
- 2005 Ibiza Lounge Cool Jazz Edition Vol.2 (coletânea)
- 2005 Sambarama (riovolt)